# Synedoida pallescens
Synedoida pallescens là một loài bướm đêm trong họ Erebidae.